# سنترال لیگ
سنترال لیگ (انگلیسی: Central League)یا لیگ مرکزی یکی از دو لیگ حرفه ای بیس بال در ژاپن است.